# Coupe du monde de ski de vitesse 2002
Navigation
Édition suivante
La coupe du monde de ski de vitesse 2002 est la 1re édition de la coupe du monde de ski de vitesse. Elle s'est déroulée entre le 27 février 2002 à Aspen (États-Unis) et le 10 avril 2002 à Hundfjället (Suède). La compétition est mise en place par la fédération internationale de ski où quatre épreuves masculines et quatre féminines déterminent le vainqueur du globe de cristal (récompense faite au vainqueur).
Les quatre étapes ont eu lieu à Aspen, Kulm (Autriche), Altaussee (Autriche) et Hundfjället. Une étape était programmée à Breuil-Cervinia (Italie) mais fut annulée.
La compétition est remportée chez les hommes par le Suisse Philippe May (vainqueur de l'épreuve d'Altaussee) et chez les femmes par la Française Karine Dubouchet.

## Système de points
Chez les hommes, le vainqueur d'une épreuve de coupe du monde se voit attribuer 100 points pour le classement général. Les skieurs classés aux trente premières places remportent des points.
| Place  | 1er | 2d | 3e | 4e | 5e | 6e | 7e | 8e | 9e | 10e | 11e | 12e | 13e | 14e | 15e | 16e | 17e | 18e | 19e | 20e | 21e | 22e | 23e | 24e | 25e | 26e | 27e | 28e | 29e | 30e |
| ------ | --- | -- | -- | -- | -- | -- | -- | -- | -- | --- | --- | --- | --- | --- | --- | --- | --- | --- | --- | --- | --- | --- | --- | --- | --- | --- | --- | --- | --- | --- |
| Points | 100 | 80 | 60 | 50 | 45 | 40 | 36 | 32 | 29 | 26  | 24  | 22  | 20  | 18  | 16  | 15  | 14  | 13  | 12  | 11  | 10  | 9   | 8   | 7   | 6   | 5   | 4   | 3   | 2   | 1   |

Chez les femmes, en raison du faible nombre de participantes (sept au total sur toute la saison, six maximum lors d'une même étape), le système de points diffère.
| Place  | 1er | 2d | 3e | 4e | 5e | 6e |
| ------ | --- | -- | -- | -- | -- | -- |
| Points | 25  | 20 | 15 | 12 | 10 | 9  |

## Classement général
| Rang | Nom                | Points |
| ---- | ------------------ | ------ |
| 1    | Philippe May       | 256    |
| 2    | Tuukka Kemppainnen | 240    |
| 3    | Jukka Viitasaari   | 156    |
| 4    | Serge Perroud      | 147    |
| 5    | John Hembel        | 130    |

| Rang | Nom              | Points |
| ---- | ---------------- | ------ |
| 1    | Karine Dubouchet | 90     |
| 2    | Tracie Sachs     | 64     |
| 3    | Elena Banfo      | 40     |
| 3    | Carolyn Curl     | 40     |
| 5    | Jaana Viitasaari | 25     |

## Calendrier

### Hommes
| Date            | Lieu        | Vainqueur                       | Deuxième       | Troisième        |
| --------------- | ----------- | ------------------------------- | -------------- | ---------------- |
| 28 février 2002 | Aspen       | Jeffrey Hamilton                | Serge Perroud  | Finn Stavik      |
| 10 mars 2002    | Kulm        | Tuukka Kemppainnen              | Philippe May   | Tor Schultze     |
| 16 mars 2002    | Altaussee   | Philippe May                    | Petri Suominen | Jukka Viitasaari |
| 2 avril 2002    | Hundfjället | Tuukka Kemppainnen Jyrki Jokipi |                | Jukka Viitasaari |

### Femmes
| Date            | Lieu        | Vainqueur        | Deuxième         | Troisième     |
| --------------- | ----------- | ---------------- | ---------------- | ------------- |
| 28 février 2002 | Aspen       | Carolyn Curl     | Karine Dubouchet | Teresa Davies |
| 10 mars 2002    | Kulm        | Karine Dubouchet | Tracie Sachs     | Elena Banfo   |
| 16 mars 2002    | Altaussee   | Karine Dubouchet | Tracie Sachs     | Elena Banfo   |
| 2 avril 2002    | Hundfjället | Jaana Viitasaari | Karine Dubouchet | Carolyn Curl  |